# 拉维利亚德东法德里克
拉维利亚德东法德里克，是西班牙卡斯蒂利亚-拉曼恰托莱多省的一个市镇。总面积83平方公里，总人口4065人（2001年），人口密度49人/平方公里。